# Zone 5300

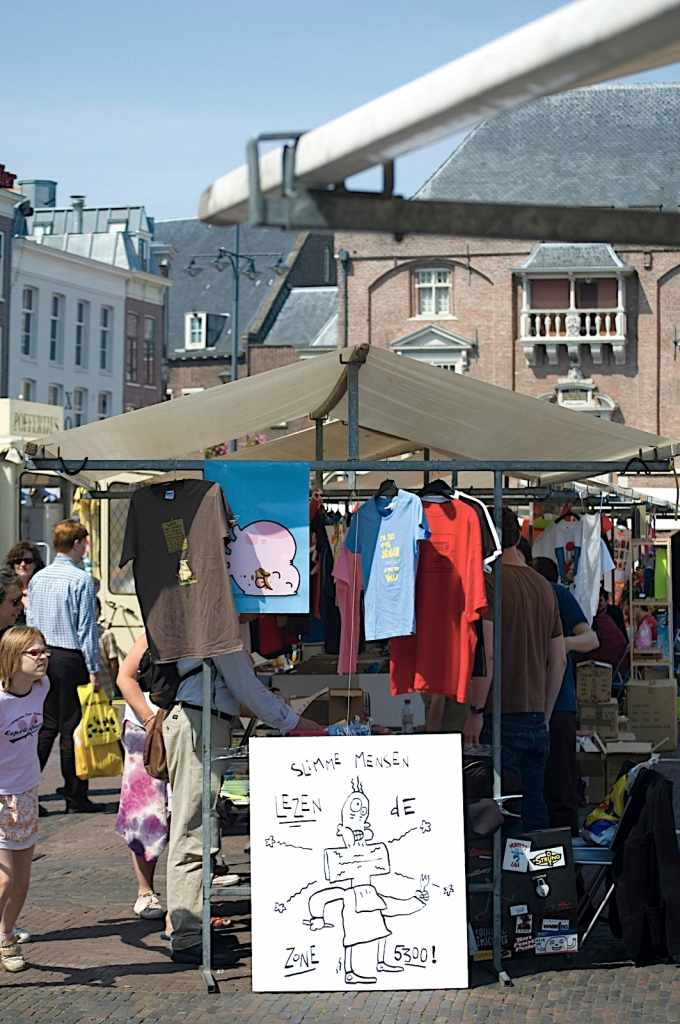
Zone 5300 stand at Stripdagen Haarlem, 2008.jpg
Zone 5300 stand, a peach of a magazine.

Zone 5300 est un magazine culturel et humoristique néerlandais publié depuis 1994, qui publie beaucoup de bandes dessinées.